# Leopold Bloom
Leopold Bloom – fikcyjna postać, bohater literacki. Centralna postać Ulissesa Jamesa Joyce’a.
Treścią powieści jest jego wędrówka po Dublinie, a jej akcja rozgrywa się jednego dnia - 16 czerwca 1904. Tytuł nawiązuje do bohatera Odysei Homera. Między dwoma dziełami znajduje się wiele połączeń, zarówno jawnych jak i ukrytych, przykładowo Bloom jest spowinowacony z Odyseuszem. Niektóre epizody powieści poświęcone są jednak w większym stopniu Stefanowi Dedalusowi, a ostatnią część stanowi monolog żony Blooma - Molly.
Leopold Bloom urodził się w roku 1866. Matka Blooma, Ellen Higgins pochodziła z protestanckiej irlandzkiej rodziny. Jego ojciec Rudolf Virág urodził się na Węgrzech w mieście Szombathely, w rodzinie żydowskiej. Następnie wędrował przez Europę, by ostatecznie osiąść w Irlandii, gdzie zmienił nazwisko, a także wyznanie. Popełnił samobójstwo, gdy Leopold Bloom miał kilkanaście lat.
Żoną Blooma jest o kilka lat od niego młodsza Molly (Marion), urodzona na Gibraltarze w latach 70. XIX wieku córka majora Tweedy'ego. Pobrali się w 1888, mają jedną córkę Milly (Millicent) (ur. 1889). Ich syn Rudi (ur. 1893) przeżył zaledwie kilkanaście dni. 16 czerwca 1904 mieszkają przy Eccles Street nr 7. Leopold Bloom pracuje jako dostarczyciel ogłoszeń dla lokalnego pisma, jednak przedtem wykonywał szereg innych zawodów.
Od nazwiska głównego bohatera Ulissesa swą nazwę wziął Bloomsday.